# El Roquet
El Roquet és una masia de Tavèrnoles (Osona) inclosa a l'Inventari del Patrimoni Arquitectònic de Catalunya.

## Descripció
Masia que presenta tres cossos diferenciats. El de migdia és de planta rectangular cobert a una sola vessant, consta de planta baixa i dos pisos, la part esquerra és atalussada i presenta diverses finestres amb l'ampit motllurat i un porxo al segon pis. La part de ponent està recolzada sobre unes grans roques de gres verd, caigudes antigament d'un cingle que està a uns 20 m de la casa. A través d'un portal rectangular es dona accés al primer pis. En aquest punt, junt amb el mur Est de la cabana Oest, el mur Nord de la cabana Sud i el mur Oest de la pròpia casa, es forma una lliça enllosada. El portal principal es troba ja a l'altre cos de la casa i hi ha dues finestres a cada pis. Sota grans pedres hi ha dues corts fetes amb grans lloses. Tant en la part Nord com Est presenten poques obertures. És construïda amb maçoneria, pedra viva i tàpia que denoten les diverses etapes constructives. A l'interior de la casa hi ha una finestra goticitzant.
Hi ha dues cabanes:
La cabana sud és un edifici agrícola de planta rectangular coberta a dues vessants amb el carener perpendicular a la façana la qual es troba orientada a migdia. Està assentada sobre el desnivell del terreny i la part nord consta d'un sol pis; A través del portal rectangular, descentrat del cos abasta la planta baixa i el primer pis, amb una porta a la part baixa i amb uns troncs situats verticalment que fan de paret de protecció al primer pis amb la finalitat de guardar-hi l'herba i que aquesta s'airegi. A llevant s'hi adossa un cobert d'uralites i el mur de ponent és cec.
És construïda amb maçoneria i alguns trossos són de tàpia.
La cabana oest és un edifici agrícola de planta irregular, coberta a dues vessants amb el carener direcció N-S. La part Est té algun afegitó de totxo que descriu una obertura rectangular. La part nord s'adapta al cingle de pedra al qual es troba adossat i que li fa de mur. En aquest indret s'hi obre un portal rectangular i amb porta de fusta que s'abriga sota el ràfec de llevant que presenta un voladís escàs.
Els murs estan construïts amb maçoneria, pedra viva i algun afegitó de totxo.

## Història
Antiga masia, el topònim de la qual prové el lloc on està ubicada, ja que està construïda sota un cingle i aprofitant els rocs que d'aquest s'han desprès.
Aquesta masia i els seus habitants estan esmentats al fogatge de la parròquia i terme de Sant Esteve de Tavèrnoles de l'any 1553. Aleshores habitava el mas un tal Terres, segons consta a la referència del fogatge: EN TERRES GUI ESTA AL MAS ROQUET.
La història de les cabanes va unida a la del mas.